# Fundacja im. Kazimierza Pułaskiego
Die Casimir-Pulaski-Stiftung (pol. Fundacja im. Kazimierza Pułaskiego, FKP, internationale Verwendung Casimir Pulaski Foundation) ist ein nach Kazimierz Pułaski benannter, unabhängiger und überparteilicher Think Tank mit Sitz in Warschau, Polen, der sich auf außen- und sicherheitspolitische Fragen im transatlantischen und postsowjetischen Kontext spezialisiert hat. Sie ist eine von nur zwei polnischen Nichtregierungsorganisationen, die Partnerorganisationen des Europarats sind.

## Geschichte der Casimir-Pulaski-Stiftung
Die Casimir-Pulaski-Stiftung, die 2004 von Zbigniew Pisarski, Katarzyna Pisarska, Radosław Ciszewski und Adam Jarczyński in Warschau gegründet wurde, ist ein polnischer Think Thank für Außen- und Sicherheitspolitik. Die Tätigkeitsfelder der Stiftung umfassen die Veröffentlichung strategischer Analysen für politische, zivilgesellschaftliche und private Akteure, die Beratung von Entscheidungsträgern sowie die Ausrichtung des seit 2014 jährlich stattfindenden Warschauer Sicherheitsforums.
Im Jahr 2017 wurde die Casimir-Pulaski-Stiftung von der britischen Zeitschrift Prospect mit dem Think Tank Award 2017 für den besten Think Tank für internationale Angelegenheiten in der EU ausgezeichnet. In den Jahren 2018, 2019 und 2020 wurde die Casimir-Pulaski-Stiftung laut den Berichten des "Global Go To Think Tank Index" auch als führender polnischer Think Tank im Bereich Verteidigungs- und Sicherheitspolitik ausgezeichnet.

## Tätigkeitsfelder der Casimir-Pulaski-Stiftung
Die Casimir-Pulaski-Stiftung beschäftigt sich neben Forschungsarbeiten mit besonderem Schwerpunkt auf Mittel- und Osteuropa auch mit der Veröffentlichung von Analysen und der Politikberatung. Ziel ist es, internationale Ereignisse zu beschreiben und zu erklären, Trends im europäischen und transatlantischen Sicherheitsumfeld aufzuzeigen und Lösungen für staatliche Entscheidungsträger und den privaten Sektor zu empfehlen. Darüber hinaus organisiert die Stiftung Seminare und Workshops sowie das Warschauer Sicherheitsforum.
Außerdem verleiht die Stiftung den "Knight of Freedom Award" und ist Teil des Netzwerks "Women in International Security" sowie der "Grupa Zagranica", einer Vereinigung polnischer Nichtregierungsorganisationen zur gemeinsamen internationalen Zusammenarbeit.

### Veröffentlichungen
Die Casimir-Pulaski-Stiftung veröffentlicht regelmäßig in Zusammenarbeit mit internationalen Experten aus verschiedenen Bereichen (Außenpolitik, Verteidigung, Energie, demokratische Resilienz) die Pulaski Policy Papers, den Pulaski Report und den Pulaski Viewpoint, in welchen für Polen wichtige außen- und innenpolitische sowie wirtschaftliche Themen analysiert werden.

### Warsaw Security Forum
Die Casimir-Pulaski-Stiftung ist Gastgeberin des Warschauer Sicherheitsforums, einer internationale Konferenz mit über 1500 Teilnehmer, die sich auf Sicherheits- und Verteidigungsfragen der NATO-Mitgliedstaaten, der Europäischen Union sowie weiterer Partnerländer konzentriert. Sie findet seit 2014 jährlich in Warschau, Polen, statt und bringt Politiker, Experten, Militärs, und Vertreter der Wirtschaft aus über 90 zusammen, um aktuelle sicherheitspolitische Herausforderungen und Strategien zu diskutieren und den Dialog zwischen politischen Entscheidungsträgern, Experten und Akteure der Zivilgesellschaft zu fördern.

### Knight of Freedom Award
Die Casimir-Pulaski-Stiftung verleiht seit 2005 jährlich im Rahmen des Warschauer Sicherheitsforums den "Knight of Freedom Award" an herausragende Persönlichkeiten oder Institutionen, die zur Förderung der von Kazimierz Pułaski vertretenen Werte wie Freiheit, Gerechtigkeit und Demokratie beigetragen haben.
Zu den bisherigen Preisträgern gehören Norman Davies, Władysław Bartoszewski, Aleksander Milinkiewicz, Lech Wałęsa, Valdas Adamkus, Aleksander Kwaśniewski, Javier Solana, Bernard Kouchner, Richard Lugar, Vaira Vīķe-Freiberga, Micheil Saakaschwili, Carl Bildt, Radosław Sikorski, Toomas Ilves, Michail Chodorkowski, Mary Robinson, Anders Fogh Rasmussen, Dalia Grybauskaitė, Thorbjørn Jagland, Alexei Nawalny, Olena Zelenska und die NATO.